# Onobrychis mazanderanica
Onobrychis mazanderanica är en ärtväxtart som beskrevs av Karl Heinz Rechinger. Onobrychis mazanderanica ingår i släktet esparsetter, och familjen ärtväxter. Inga underarter finns listade i Catalogue of Life.